# Mariano Garau
Mariano Garau (Iglesias, 14 marzo 1952) è un compositore italiano.

## Biografia
Mariano Garau ha cominciato a dedicarsi alla musica come piccolo cantore nel Coro Ceciliano sotto la guida del M° Pietro Allori. Ha studiato Armonia e Contrappunto con il Maestro Rodolfo Cicionesi di Firenze.
È autore di romanze per Soprano, Tenore, canti per bambini, Messe e Mottetti per coro.
Per l’Associazione Amnesty International scrive un brano per coro di voci bianche inserito nel DVD “NASTRI DI PAROLE PER GIROTONDI DI PACE” presentato ufficialmente a Sassari il 17 dicembre 2012.
Con la Casa Editrice ARES di Verona e Tagliabue Editore pubblica i fascicoli “Nel mio canto la sua lode” “Armonie di Natale” “La Preghiera del Carabiniere” “Messa Giovanni Paolo II” e altri canti per la liturgia.
Ha collaborato con Natalia Di Bartolo, Storico dell’Arte e Musicologa!
La Casa Editrice svizzera “SYMPAPHONIE” e Les Éditions À Cœur Joie pubblicano alcune sue pagine corali. Per” International Opera Theater di Philadelphia” scrive la Cantata “Hildegard vonBingen: Bambina Mistica” su libretto di Karen Saillant ed eseguita in prima mondiale ad Assisi in collaborazione con l’Associazione Culturale “Assisi Suono Sacro”; l’Opera viene replicata in America nel novembre 2015.
Nel 2016 gli viene commissionata una nuova cantata su Hildegard che viene rappresentata nella Basilica Superiore San Francesco di Assisi il 6 agosto. La nuova opera, dal titolo“Hildegard Von Bingen Bambina Mistica e La Vergine Nera”, con la partecipazione  della soprano giamaicana Carline Waugh.
L’opera viene  replicata il 15 ottobre all’Our Lady of Czestochowa di Doylestown in Pennsylvania, in occasione del 50° anniversario della santificazione di quella chiesa, la più grande negli Stati Uniti dedicata alla Madonna Nera, e il 23 ottobre alla The Church of the Advocate a Philadelphia.
Il 6 Agosto 2017 a Città della Pieve viene rappresentata la sua recente opera “I bambini di Fatima e il miracolo del sole”
Nel 2018 a Seattle nello Stato di Washington vengono pubblicati ed inseriti in una importante raccolta di 100 canti sacri due suoi brani: O JESU MI DULCISSIME, MAGNIFICAT!
Il giorno 8 Dicembre 2023 riceve un riconoscimento dai comuni della Valle Anzasca e di Pieve Vergonte come AUTORE DI INNUMEREVOLI COMPOSIZIONI PER CORO!
Il 22 Settembre del 2024 il Chór Filharmonii Śląskiej diretto dal M° Jarosław Wolanin esegue nel Teatro polacco di Katowice in prima assoluta il Magnificat composto per il centenario dell’apparizione di Fatima!
Il 30 Aprile 2025 è stato Ospite D’onore come compositore nella città di Szeged in Ungheria!
Nell’Anno 2025 l’Associazione Regionale Cori D’Abbruzzo di Pescara promuove un rilevante progetto intitolato “Musiche per il Giubileo” dove verrà pubblicato il brano “O QUAM MIRABILIS” di Mariano Garau su testo di Hildegard von Bingen.
Il brano viene eseguito in prima assoluta dalla Corale Miravox di Trasacco (AQ) diretta dal M° Andrea Caruso!
Le sue composizioni sono eseguite da cori di tutto il mondo:
Italia, Stati Uniti, Australia, Francia, Argentina, Brasile, Slovenia, Olanda, Austria, Ungheria, Lettonia, Spagna, Germania, Corea del sud, Giappone, Cina, Svizzera, Polonia, Inghilterra, Portogallo, Irlanda, Romania, Sud America, Sud Africa, Repubblica Ceca, Belgio, Perù, Messico, Canada, Norvegia, Grecia, Slovacchia, Croazia, Indonesia, Venezuela, Florida, Nuova Zelanda, Asia Meridionale.